# الحزب الوطني البنغلاديشي
الحزب الوطني البنغلاديشي (بالبنغالية: বাংলাদেশ জাতীয়তাবাদী দল - বিএনপি  )‏ هو حزب سياسي بنجلاديشي، أسس في 1 يناير 1978، يقع مقره في دكا، ومن مؤسسيه ضياء الرحمن.

## أعضاء بارزون
- كود سباركل
- تحديث القائمة

- ضياء الرحمن
- القاضي عبد الستار
- خالدة ضياء
- طارق رحمن
- ميرزا فخر الاسلام علمجير
- شاه معظم
- خندكر مشرف حسين
- جايشوار شاندرا روي
- رومين فرحانة
- صلاح الدين احمد
- ميرزا عباس